# Pat Kenny (Snookerspieler)
Pat Kenny (* 22. März 1971) ist ein ehemaliger englischer Snookerspieler, der zwischen 1991 und 1997 Profispieler war und in dieser Zeit Rang 124 der Snookerweltrangliste erreichte.

## Karriere
Ende der 1980er-Jahre nahm er an einem Event der WPBSA Pro Ticket Series teil; ein Spiel bei den Professional Play-offs 1990 gab er kampflos auf. Mit der Öffnung der Profitour wurde er 1991 Profispieler. Zwar schied der Engländer bei Ranglistenturnieren stets in der Qualifikation aus, einige Male reichte es aber für eine Teilnahme an einer der finalen Qualifikationsrunden, so zum Beispiel bei der Snookerweltmeisterschaft 1993, bei den Thailand Open 1995 und beim Thailand Classic. Hauptrundenteilnahmen gelangen ihm dagegen bei der Strachan Challenge, wo er beim ersten Event 1994 sogar ein Maximum Break spielte, das aber nicht offiziell anerkannt wurde. Insgesamt reichten seine Ergebnisse mehrfach für einen Platz in den Top 128 der Weltrangliste, seinen Zenit erreichte er in der Saison 1996/97 mit Rang 124. In dieser Saison bestritt er aber bereits keine Partien mehr, 1996 hatte er seine Karriere beendet.